# Champvoisy
Champvoisy é uma comuna francesa na região administrativa do Grande Leste, no departamento de Marne. Estende-se por uma área de 9.2 km², e possui 250 habitantes, segundo o censo de 2018, com uma densidade de 27 hab/km².